# Mattias Alexander von Ungern-Sternberg
Mattias Alexander von Ungern-Sternberg (Stoccolma, 13 marzo 1689 – Ås, 2 gennaio 1763) è stato un generale e politico svedese.

## Biografia

### La famiglia
Mattias Alexander nacque nella famiglia dei baroni von Ungern-Sternberg, di antica origine tedesca. I suoi genitori erano il tenente generale svedese Nils Alexander von Ungern-Sternberg (1654-1721) e sua moglie, Christina Beatrix Palbitzki (1661-1696). Suo nonno materno era il diplomatico svedese Matthias Palbitzki (1623–1677) e suo zio era il tenente generale Erik Carlsson Sjöblad (1647–1725). Nel 1722 sposò la contessa Beata Sophia Mörner af Morlanda (1690–1773), figlia del feldmaresciallo Carl Mörner af Morlanda (1658–1721), dalla quale ebbe sei figli.

### La carriera
Ungern-Sternberg si arruolò nell'esercito svedese come volontario nel 1704 e prestò servizio nell'ammiragliato nel 1705. Nel 1707 combatté nella guerra di successione spagnola al fianco degli olandesi e prese parte alla battaglia di Oudenaarde ed a quella di Malplaquet, dove venne catturato nel 1709. Tornato al pieno servizio degli svedesi, prese parte alla Grande guerra del Nord e seppe distinguersi come comandante di una compagnia di dragoni nella battaglia di Helsingborg del 1710. Nel 1712 divenne aiutante di campo del feldmaresciallo Carl Mörner af Morlanda (1658-1721) nella sua campagna militare contro la Norvegia (all'epoca parte del regno di Danimarca). Nel 1719 venne promosso al rango di maggiore e nel 1728 passò alla cavalleria. Nel 1731 venne promosso tenente colonnello e nel 1741 prese parte alla guerra russo-svedese. Parallelamente iniziò ad interessarsi anche di politica, giungendo a porsi alla guida del Mösspartet. Già nel 1743 era stato promosso colonnello e nel 1745 gli venne affidato il comando di un reggimento. Nel 1747 venne promosso tenente generale di cavalleria e nel 1751 ottenne il rango di generale. Nel 1738 ottenne l'Ordine dei Serafini, la più alta onorificenza svedese. Nel 1753 venne nominato feldmaresciallo. Durante la guerra dei Sette anni venne nominato comandante del contingente di 16.000 truppe inviato in Pomerania svedese e, dopo la pace di Amburgo divenne ispettore generale dell'esercito. Nel 1762 decise però di ritirarsi a vita privata nella sua tenuta di Ås, nel Södermanland, dove morì l'anno successivo.